# Dunston Checks In
Dunston Checks In (conocida también como  "Mi colega Dunston"  en España o "Las travesuras de Dunston" en América Latina) es una película de comedia de 1996,  escrita y dirigida por Ken Kwapis y protagonizada por Jason Alexander, Faye Dunaway, Eric Lloyd y Rupert Everett.

## Historia
Un simpático orangután se pierde en un hotel de lujo, el Majestic, la tarde en la que se celebra la fiesta de sociedad más importante de la temporada. El dueño del animal (Rupert Everett) es un ladrón de joyas, y el orangután prefiere huir de él. Lo encuentra Kyle (Eric Lloyd), un travieso niño de diez años , que se hace muy amigo suyo y decide ayudarle a escapar. El dueño hará todo lo posible por encontrarle, al igual que el frenético director del hotel, que teme que ponga todo patas arriba, aunque probablemente no pueda llegar antes de que sea demasiado tarde.
Son varios los enemigos de Dunston que los quieren fuera del hotel, entre ellos, la Sra. Dubrow (Faye Dunaway) hija del dueño del hotel y organizadora de los eventos, quien contrata a cazador Buck LaFarge (Paul Reubens para que atrape de una buena vez al animal antes de que arruine su fiesta. 
En todas las aventuras por la que pasa es divertido oragután se topa con Lionel Spalding (Glenn Shadix), quien debe soportar los malentendidos, los golpes y las acusaciones que pasa en ese hotel.
Cuando durante la fiesta que se organizó en el hotel Majestic, se revela la presencia del mono, la malvada Sra. Dubrow le dice al cazador que lo atrape, fallando en su intento. cuando Kyle tira el arma con dardos que ella iba a agarrar, se enfurece e intenta pegarle al niño, de inmediato eso hace enojar a Dunston y se tira encima de Dubrow hacia el pastel de la celebración, mientras Robert intenta luchar con el tirano Lor Rutledge.
Finalmente con la ayuda del gentil padre de Kyle, Robert Grant (Jason Alexander) y de su hermano Brian (Graham Sack, detienen al malvado Lord Rutledge, quien es apresado por la policía. En ello, Buck LaFarge, se arrepiente de lo que hizo y se retira sin antes ser cacheteado por al Dunston. Finalmente Robert decide renunciar al hotel, harto de soportar los caprichos de la señora Dubrow, a quien le termina tirando en el rostro un pedazo de pastel. Cuando Dubrow lo estaba echando, Lionel Spalding, quien minutos antes había recibido accidentalmente un dardo sedante, le revela la identidad diciéndole que él había sido enviado para darle un puntaje y crítica a su hotel, expresándole que había pasado de ser un hotel de cinco estrellas a una de tres. Luego de ello se desploma encima de la señora empujándola hacia el enorme pastel que ella había organizado hacer, lo que hace que un pedazo del mismo le golpease en la cara, desmayándose.
La película termina con un nuevo trabajo para Robert, en un nuevo hotel con un nuevo espacio para disfrutar con sus hijos. Allí vuelve Lionel Spalding para darle su crítica, y allí nuevamente esta Dunston con su pareja y sus hijos, para continuar con sus travesuras.

## Elenco
- Sam como Dunston.
- Jason Alexander como Robert Grant.
- Faye Dunaway como Sra. Dubrow.
- Eric Lloyd como Kyle Grant.
- Rupert Everett como Lord Rutledge.
- Graham Sack como Brian Grant.
- Paul Reubens como Buck LaFarge.
- Glenn Shadix como Lionel Spalding.
- Nathan Davis como Victor Dubrow.
- Jennifer Bassey como Sr. Dellacroce.
- Judith Scott como Nancy.
- Bruce Beatty como Murray.
- Danny Comden como Norm.
- Steven Gilborn como Artie.
- Lois De Banzie como Sr. Winthrop
- Natalie Core como Sr. Feldman
- Michelle Bonilla como Consuelo.[2]